# Самедан (аеропорт)
Аеропорт Самедан (нім. Flughafen Engadin) (IATA: SMV, ICAO: LSZS), також відомий як Аеропорт Енгадін — аеропорт у Швейцарії, розташований у селі Самедан, що за 5 км від Санкт-Моріцу. Це регіональний аеропорт у високогірній долині Енгадін, що обслуговує курортні міста Давос та Санкт-Моріц. Це один із найбільш високогірних аеропортів Європи, він побудований на висоті 1,707 м над рівнем моря.

## Історія
У кінці Другої світової війни влада Швейцарії визначила кілька місць, які мали отримати нові цивільні аеропорти, що повинні були розвантажити навколишні населені пункти, де аеропорти на той час уже діяли. Самедан був одним із п'яти майбутніх транспортних вузлів.
17 серпня 2025 року жителі 11 муніципалітетів верхнього Енгадіна проголосували на референдумі за виділення 38 млн франків із загальних 68,5 млн інвестицій на модернізацію аеропорту. Решту 30,5 млн франків запланували отримати від федерального уряду та кантону Граубюнден.

## Злітно-посадкова смуга
Аеропорт має одну злітно-посадкову смугу з асфальтовим покриттям розміром 1800 х 40 метрів.

## Особливості
Розташований на висоті 1,707 метрів, це другий найвищий аеропорт в Європі після Куршевеля. Самедан також вважається одним із найскладніших аеропортів світу для пілотів через його складну топографію, сильні вітри і через низьку щільність повітря, особливо влітку. Аеропорт не обслуговує регулярні пасажирські рейси, найближчими аеропортами з такими рейсами є Лугано (відстань 185 км), аеропорт Мілан Мальпенса на північний захід від Мілана (180 км) та аеропорт Цюрих (220 км). Значна частина авіатрафіку складається з легкого та важкого авіаційного руху, приватних корпоративних та персональних літаків.

## Інцидент
17 березня 2025 року пропелерний літак Extra EA-400, що прямував до Роскілле в Данії, розбилася через дві хвилини після зльоту з аеропорту на околиці села Ла-Пунт-Чамуещ, всі троє людей на борту загинули.